# Bistum Essen
Das Bistum Essen (lateinisch Dioecesis Essendiensis) ist eine römisch-katholische Diözese in der deutschen Kirchenprovinz Köln. Das „Ruhrbistum“, wie es umgangssprachlich bezeichnet wird, ist die flächenmäßig kleinste Diözese Deutschlands. Der Bischofssitz ist die Stadt Essen mit der Kathedralkirche, dem Essener Münster.

## Geschichte

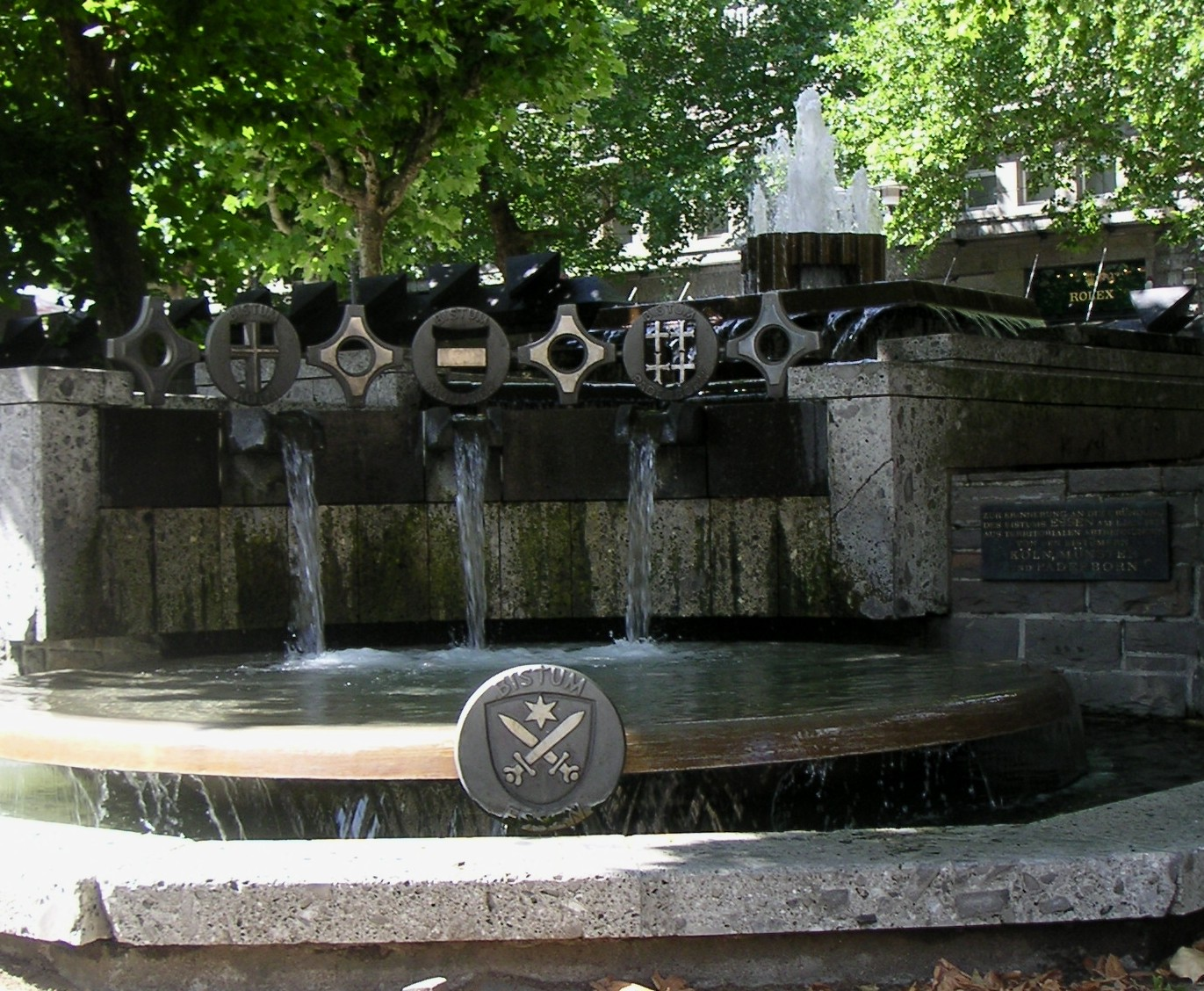
Brunnen am Essener Dom, symbolische Darstellung der Entstehung des Bistums aus Teilen der Bistümer Köln, Paderborn und Münster

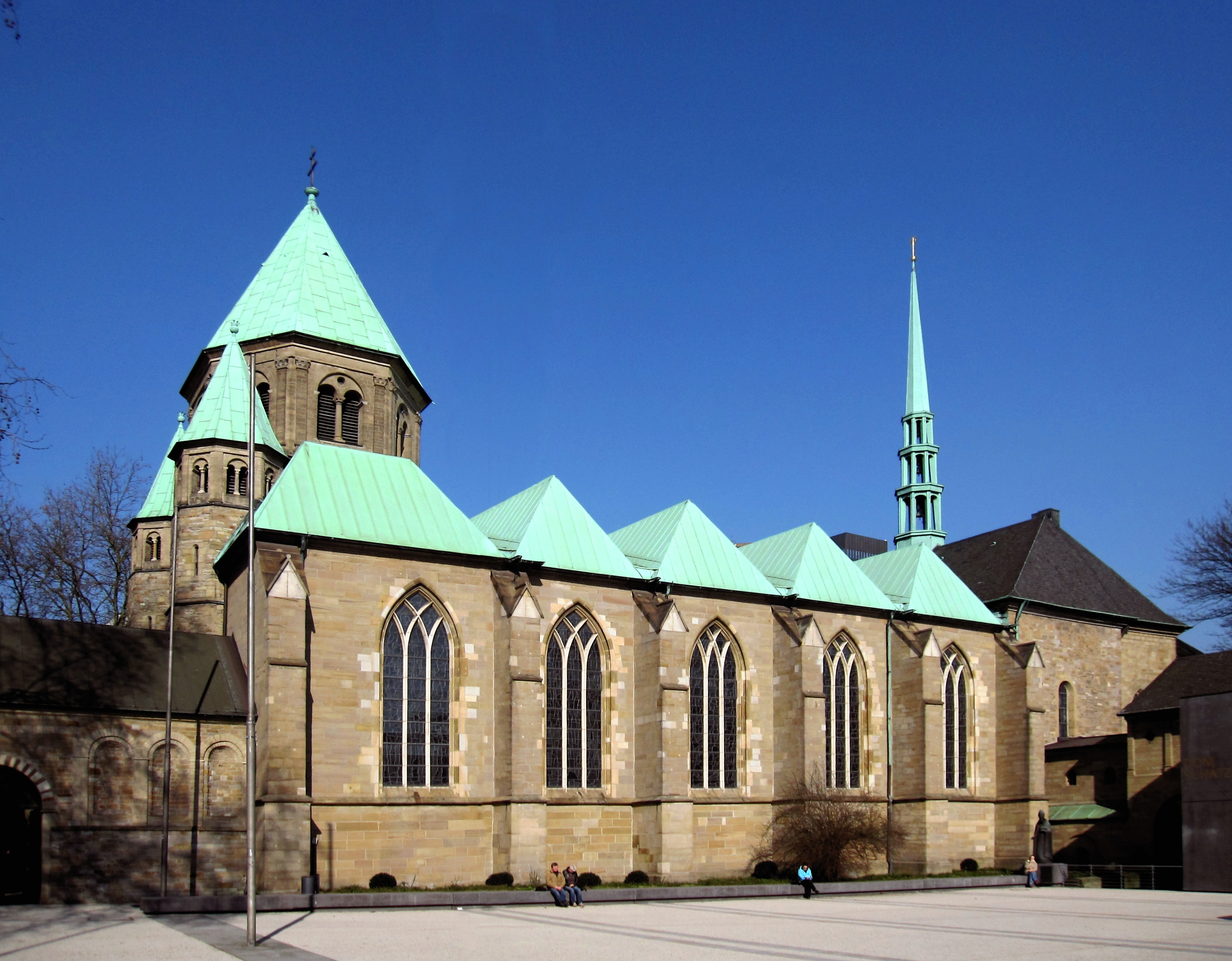
Die Kathedrale: Essener Münster

Durch die päpstliche Bulle Papst Pius’ VII. De salute animarum („Zum Heil der Seelen“) wurden 1821 die Diözesangrenzen in Deutschland neu geordnet. Doch erst 100 Jahre später gab es Überlegungen für ein Bistum an der Ruhr, „damit die Kirche den arbeitenden Menschen in dem ständig wachsenden Ballungsraum näher komme und tiefer verwurzelt werde“, wie es hieß. Verhandlungen mit dem preußischen Staatsministerium scheiterten jedoch, und es kam 1929 nur zur Gründung der Bistümer Aachen und Berlin. Die kommunale Neuordnung im selben Jahr sprach jedoch weiterhin dafür, möglichst bald ein neues Bistum „Ruhrgebiet“ zu errichten. Denn inzwischen verliefen die Diözesangrenzen quer durch die Städte Duisburg, Oberhausen und Gelsenkirchen.

### Gründungsgeschichte
Im Jahr 1951 wurden die alten Pläne zur Gründung eines neuen Bistums wieder aufgegriffen. Nach Verhandlungen zwischen Vatikan und Regierungen des Landes Nordrhein-Westfalen (zunächst Kabinette Arnold II und III, 1956 das Kabinett Steinhoff) schlossen das Land und der Vatikan am 19. Dezember 1956 einen Vertrag über die Errichtung des Bistums Essen.
Danach traten das Erzbistum Köln zehn Dekanate mit 100 Gemeinden und 520.000 Katholiken, das Bistum Münster zehn Dekanate mit 82 Gemeinden und 450.000 Katholiken sowie das Erzbistum Paderborn neun Dekanate mit 91 Gemeinden und 370.000 Katholiken an das Ruhrbistum ab. Bischofskathedrale wurde die alte Stiftskirche, das 1100-jährige Münster am Hellweg. Die Randgebiete dreier Bistümer hatten nun eine neue Mitte.
Mit der Zirkumskriptionsbulle Germanicae gentis vom 23. Februar 1957 wurde das Bistum Essen durch Papst Pius XII. kanonisch errichtet. Ministerpräsident Fritz Steinhoff und der Apostolische Nuntius Aloysius Muench tauschten im Februar 1957 die Ratifikationsurkunden aus. Zum ersten Bischof des neuen Bistums ernannte Pius XII. am 18. November 1957 den Paderborner Weihbischof Franz Hengsbach. Mit seiner feierlichen Inthronisation am 1. Januar 1958 durch den Apostolischen Nuntius war die Bistumserrichtung abgeschlossen.

### Erklärungsbedürftige Bistumsgrenzen
Als einzige der Ruhrgroßstädte in der Hellwegzone verblieb Dortmund bei seinem ursprünglichen Bistum, dem Erzbistum Paderborn; im Vorfeld der Bistumsgründung hatte es auch andere Überlegungen gegeben.
Die Gebietsreform in Nordrhein-Westfalen hatte zur Folge, dass viele Städte und Kreise des Landes in mehreren Bistümern liegen. Im Bistum Essen hatte die Gebietsreform folgende Kuriositäten zur Folge:
- Essen-Kettwig und Mülheim-Mintard liegen, da sie zur Zeit der Bistumsgründung zum Kreis Düsseldorf-Mettmann gehörten, weiterhin im Erzbistum Köln.
- Walsum im Norden von Duisburg sowie Rheinhausen und die weiteren linksrheinischen Gebiete Duisburgs gehören zum Bistum Münster, da sie ursprünglich zum Kreis Dinslaken bzw. zum Kreis Moers gehörten.
- Kirchhellen, nun Teil von Bottrop, gehört weiter zum Bistum Münster, da es ursprünglich im Kreis Recklinghausen lag.
- Gladbeck, obwohl im Kreis Recklinghausen (siehe Glabotki), gehört weiterhin zum Bistum Essen.
- Die Aufteilung der nun um Wattenscheid erweiterten Stadt Bochum in zwei Stadtdekanate wurde bei der Bistumsreform 2008 aufgelöst.
- Die Stadt Witten im Erzbistum Paderborn war bei der Gründung des Bistums Essen kreisfrei, seit 1975 ist sie Teil des Ennepe-Ruhr-Kreises, der seit Gründung (bis auf Herdecke und Wetter) zum Bistum Essen gehört. Die Stadt Witten blieb aber bei Paderborn, außer der ehemaligen und nun nach Witten eingemeindeten Stadt Herbede, da diese ja bereits seit Bistumsgründung zum Bistum Essen gehörte.
- Auch die zur Stadt Wetter gekommenen linksruhrischen Gebiete (u. a. Volmarstein und Wengern) gehören weiterhin zum Bistum Essen.
- Die ehemalige Gemeinde Dahl (inkl. Priorei, Rummenohl), die zwischenzeitlich zu Breckerfeld gehörte, ist seit 1975 in der Stadt Hagen (Erzbistum Paderborn), liegt aber weiterhin im Bistum Essen.
- Die Stadt Lüdenscheid und der Kreis Altena wurden in einem ersten Schritt zum Kreis Lüdenscheid, welcher 1975 mit dem Kreis Iserlohn und anderen Gebieten aus dem Bistum Paderborn zum Märkischen Kreis zusammengelegt wurde. Daher ist dieser Kreis römisch-katholisch geteilt. Im Kreisgebiet gibt es zudem noch folgende Besonderheiten:
  - Ehemals selbständige Teile von Altena lagen bis 2007 im Erzbistum Paderborn. Am 30. September 2007 verfügte der Nuntius in Berlin, dass die Pfarrvikarie St. Theresia Evingsen mit Wirkung vom 1. Oktober aus dem Erzbistum Paderborn ausgegliedert und in die Kirchengemeinde St. Matthäus Altena im Bistum Essen integriert wird.
  - Die Ortschaft Wilbringhausen gehörte ursprünglich zu Kierspe im Kreis Altena, wechselte aber zu Marienheide im Oberbergischen Kreis, Erzbistum Köln, was an ihrer kirchlichen Zugehörigkeit zum Bistum Essen nichts änderte.
  - In der Ortschaft Rönsahl – direkt an der Grenze zwischen Rheinland und Westfalen gelegen – gibt es Straßenzüge, die früher zu Marienheide im Oberbergischen Kreis gehörten. Nach einer Gebietsreform sind sie politisch zwar Kierspe zugehörig, kirchlich aber weiterhin dem Erzbistum Köln.
  - Die Ortschaft Börlinghausen bei Hunswinkel gehörte ursprünglich zu Drolshagen im Kreis Olpe, wurde bei der Kommunalreform politisch aber Meinerzhagen zugeordnet. Kirchlich gehört die Ortschaft dennoch weiterhin nicht zur Pfarrei Meinerzhagen (ehemalige Gemeinde St. Peter am See (Hunswinkel)), sondern zum Erzbistum Paderborn.

Als eines von wenigen Bistümern (neben New York, Rom und Warschau) umfasst es nicht die gesamte (heutige) Stadt, nach der es benannt ist.

### Geschichte seit 1958
Das Bistum Essen wurde 1958 durch die Inthronisation des ersten Bischofs von Essen, Franz Hengsbach, errichtet. Dieser weihte ein Jahr später den Priester Julius Angerhausen zum Titularbischof von Eminentiana und Weihbischof in Essen. Maria wird Patronin des Bistums Essen.
Bereits 1960 richtete das Bistum in Mülheim an der Ruhr das „St.-Michael-Institut für Missionshelfer“ ein, in dem junge Handwerker und Facharbeiter in einjährigen Weiterbildungen auf den Einsatz als Entwicklungshelfer vorbereitet wurden.
Der gebürtige Essener Pater Heinrich Rüth CSSp wurde am 2. Oktober 1966 von Bischof Hengsbach zum Titularbischof von Leptiminus und Koadjutorprälat von Juruá (Acre, Brasilien) geweiht.
Der 82. Deutsche Katholikentag fand 1968 in Essen statt. Im selben Jahr wurde der Priester Wolfgang Große am 8. Dezember von Bischof Hengsbach zum Titularbischof von Lamasba und Weihbischof in Essen geweiht.
1974 fand das Altfridjahr anlässlich des 1100. Todestages des Heiligen Bischof Altfrid statt. Der Heilige hat seine Ruhestätte im Essener Dom. Der Freiburger Priester Emil Stehle wurde 1983 von Sebastiano Kardinal Baggio in Rom zum Titularbischof von Heraclea und Weihbischof in Quito (Ecuador) mit Sitz in Essen geweiht. Papst Johannes Paul II. besuchte 1987 das Bistum Essen, u. a. die Städte Essen, Bottrop, Gelsenkirchen und Mülheim. Der Essener Priester Franz Grave wurde am 3. Mai 1988 von Bischof Hengsbach zum Titularbischof von Tingaria und Weihbischof in Essen geweiht.
Hengsbach wurde am 28. Juni 1988 durch Papst Johannes Paul II. zum Kardinal erhoben. Sein Rücktrittsgesuch wurde 1991 angenommen. Das Domkapitel wählte Weihbischof Große zum Diözesanadministrator. Dieser trat am 24. Februar des gleichen Jahres von seinem Amt als Weihbischof zurück, blieb aber als Diözesanadministrator im Amt. Franz Kardinal Hengsbach starb am 24. Juni 1991 und wurde in der Westkrypta (seit Dezember 2002 „Adveniat-Krypta“ genannt) des Essener Domes beigesetzt.
Hubert Luthe wurde am 2. Februar 1992 als zweiter Bischof von Essen inthronisiert. Der Essener Weihbischof Grave wurde Vorsitzender der Bischöflichen Kommission Adveniat. Der Essener Priester Franz Vorrath wurde am 7. Januar 1996 von Bischof Luthe zum Titularbischof von Vicus Aterii und Weihbischof in Essen geweiht.
Im Jahr 2000 fanden die Diözesanwallfahrt zur Goldenen Madonna und die Jugendsozialaktion „Power im Pott“ statt. Am 15. Februar 2001 starb Weihbischof Wolfgang Große. Am 7. Oktober 2001 fand in Rom die Seligsprechung von Nikolaus Groß aus Niederwenigern (Hattingen) statt. Bischof Hubert Luthe nahm an der Feier mit Papst Johannes Paul II. teil. Das Rücktrittsgesuch von Bischof Hubert Luthe wurde am 22. Mai 2002 von Papst Johannes Paul II. angenommen. Das Domkapitel wählte Weihbischof Grave zum Diözesanadministrator. Am 6. Juni 2003 wurde Felix Genn der dritte Bischof von Essen.
Nach einer aufwendigen Restaurierung kehrte die Goldene Madonna 2004 zurück in den Essener Dom. Im Jahr 2005 fand der XX. Weltjugendtag in Deutschland statt. Hierzu gehörten auch die Tage der Begegnung im Bistum Essen mit großem Abschlussgottesdienst mit Ruhrbischof Genn und 35.000 Gläubigen in der 'Arena Auf Schalke' zur Aussendung zum Zentralprogramm mit Papst Benedikt XVI. in Köln.
Ein Zukunftskonzept für das Bistum wurde 2005 vorgestellt. Bis zum Ende des Jahres 2008 sollte es im Ruhrbistum nur noch 43 Pfarreien mit 7500 bis 40.000 Katholiken geben; in diesem Prozess wurden 96 Kirchen geschlossen. Außerdem wurde das Generalvikariat erheblich verkleinert und die gesamte „Mittlere Ebene“ aufgelöst. Unter dem Motto „Leben im Aufbruch“ feierte das Bistum Essen 2008 sein 50-jähriges Bestehen. Das altersbedingte Rücktrittsgesuch von Weihbischof Franz Grave wurde am 27. Juni 2008 von Papst Benedikt XVI. angenommen. Am 19. September 2008 weihte Bischof Genn den Essener Priester Ludger Schepers zum Titularbischof von Neapolis in Proconsulari und Weihbischof im Bistum Essen.
Nach dem Amtsverzicht von Weihbischof Grave wurde Bischof Genn Vorsitzender der Bischöflichen Kommission Adveniat. Der Essener Priester Martin Krebs wurde am 16. November 2008 von Kardinalstaatssekretär Tarcisio Bertone im Essener Dom zum Titularerzbischof von Taborenta geweiht. Er trat das Amt des Apostolischen Nuntius für Guinea und Mali an. Papst Benedikt XVI. ernannte Bischof Felix Genn am 19. Dezember 2008 zum Bischof von Münster.
Am 29. März 2009 begann Genn seinen Dienst als Bischof von Münster. Das Domkapitel wählte am 30. März 2009 Weihbischof Franz Vorrath zum Diözesanadministrator, der das Bistum in der Zeit der Sedisvakanz leitete. Am 28. Oktober 2009 wählte das Domkapitel den Münsteraner Weihbischof Franz-Josef Overbeck zum neuen Bischof. Dieser wurde am 20. Dezember 2009 in Essen in sein Amt eingeführt.

### Neuordnung seit 2005
Rückläufige Kirchensteuermittel und sinkende Katholikenzahlen (Rückgang der Mitgliederzahl zwischen 1960 und 2005 um etwa ein Drittel) sowie Priestermangel veranlassten die seit 2003 im Amt befindliche Leitung des Bistums Essen zu einer umfassenden Veränderung der Bistumsstruktur, die weit über die unter Bischof Luthe (1992–2002) begonnene Bildung von Kooperationsverbünden und Fusionen von Pfarreien zu Seelsorgeeinheiten hinausging. Bischof Genn unterrichtete seine Diözesanen darüber im „Hirtenwort zur Absicherung der pastoralen und wirtschaftlichen Handlungsfähigkeit des Bistums Essen“, das am 10. Januar 2005 in den Kirchen des Bistums zu verlesen war.
Es begann mit der Umstrukturierung des Generalvikariates 2005/2006, bei der auch Arbeitsplätze gestrichen wurden. Als dies Mitte Dezember 2004 bekannt wurde, demonstrierten etwa 5000 kirchliche Mitarbeiter und ihre Familienangehörigen sowie Ehrenamtliche mit einer Menschenkette und Grablichtern vor dem Essener Dom. Anstelle von bislang neun hat das Generalvikariat seither vier Dezernate, allerdings mehr sogenannte Zentralabteilungen.

#### Gemeinden und Pfarreien
Die Zahl der Pfarreien wurde durch Fusionen von rund 270 auf 43 Großpfarreien verringert. Diese haben je 16.000 bis 40.000 Gemeindemitglieder. Den Großpfarreien stehen leitende Zentralpfarrer vor. Die meisten bisherigen Pfarrer wurden hier als „vicarii cooperatori“ mit dem – im Kirchenrecht nicht vorhandenen – Titel „Pastor“ eingesetzt und sind in einem Pastoralteam dienstrechtlich dem Pfarrer zugeordnet. Die kirchlichen Körperschaften der bisherigen Kirchengemeinden mit ihren Vorständen wurden auf Weisung des Bistums aufgelöst. Ihr Vermögen fiel den fusionierten Pfarreien zu. Mit der Auflösung der bisherigen Pfarrgemeinden wurde auch die rechtliche Mitverantwortung von ehrenamtlichen Laien (vor allem Kirchenvorstände) reduziert. Die Kirchensteuer-Zuweisungen des Bistums an die Pfarreien wurden gekürzt, sodass Küster, Organisten, Pfarrsekretärinnen und Hausmeister ihre Arbeitsplätze verloren.
Die neuen Pfarreien gliedern sich in Pfarrbezirke (innerhalb des Bistums umgangssprachlich „Gemeinden“ genannt). Zu jedem Pfarrbezirk gehört mindestens eine Pfarrgemeinde mit einer Filialkirche.
96 Gotteshäuser – rund jedes vierte im Bistum – wurden als sogenannte „weitere Kirche“ eingestuft. Deren Finanzierung aus Kirchensteuern lief aus. Bei der Nachnutzung einer solchen „weiteren Kirche“ – nach dem Ende ihrer sakralen Nutzung – soll deren Würde als ehemaliges Gotteshaus nicht verletzt werden. Ein Umbau zu Wohnzwecken ist ebenso denkbar wie eine Nutzung durch andere (christliche) Glaubensgemeinschaften. Lässt sich keine solche Nutzung finden, liegt ein Abriss und anschließender nicht zweckgebundener Verkauf des Grundstücks nahe.
Der „Ressortleiter Kirchenentwicklung“ im bischöflichen Ordinariat, Markus Potthoff, sagte am 11. Mai 2023, das Bistum Essen erwarte, dass bis zum Jahr 2030 noch rund 70 Priester im aktiven Dienst seien, bis 2040 nur noch weniger als 30. Ähnlich sei die Entwicklung bei den Diakonen sowie den Gemeinde- und Pastoralreferenten. 2021 gingen im Bistum nur noch 2,4 Prozent der Katholiken sonntags zur Messe, weniger als 17.000 Menschen. Angesichts dieser Perspektiven erscheine es sinnvoll, eine weitere Zusammenführung der bestehenden 40 Pfarreien vorzuschlagen und dabei den „Ordnungsrahmen Pfarrei“ neu zuzuschneiden, indem die kommunalen Bezüge dabei als Orientierung dienen sollten. So könne künftig zum Beispiel von der „Katholischen Kirche in Oberhausen“ oder in Bochum gesprochen werden.
Siehe auch:
- Liste von Sakralbauten in Bochum
- Liste von Sakralbauten in Duisburg
- Liste Essener Sakralbauten
- Liste von Sakralbauten in Oberhausen
- Pfarrverband#Bistum Essen

#### Zusammenlegung, Schließung und Neuordnung von Einrichtungen
Die zum Teil seit über 90 Jahren als kirchliche Körperschaften bestehenden Gemeindeverbände in den Städten und Kreisen des Bistums, die zuvor die Dienstleister der Gemeinden und der Stadtkirchen bzw. Kreiskirchen in der Finanz-, Personal-, Liegenschaftsverwaltung gewesen waren, wurden bis 2009 aufgelöst.
Die Bildungseinrichtungen im Bistum wurden in der 2005 gegründeten Katholische Erwachsenen- und Familienbildung im Bistum Essen gGmbH zusammengefasst. Zum 1. Januar 2007 wurden die Familienbildungsstätten (bisher in Trägerschaft der Gemeindeverbände bzw. einer Pfarrgemeinde) mit ihren Mitarbeitern ebenfalls durch diesen neuen diözesanen Träger übernommen. Zum gleichen Zeitpunkt wurden auch die Angestellten der fremdsprachigen katholischen Gemeinden in einen dazu neugegründeten diözesanen Verein übergeleitet.
Die „Katholischen Jugendämter“, die zum Teil seit 70 Jahren bestanden, wurden 2006 aufgelöst. Sie hatten zuvor die Kinder- und Jugendarbeit in den Gemeinden, Verbänden und Einrichtungen unterstützt und bei größeren Initiativen der Jugendseelsorge (Weltjugendtage, Sozialaktionen usw.) mitgewirkt. Damit endete die gute Zusammenarbeit zwischen den Ehrenamtlichen (BDKJ) und den Hauptamtlichen in den Katholischen Jugendämtern.
Die kirchlichen Beratungsdienste (Ehe-/Familien- und Lebensberatung sowie Telefonseelsorge) – bisher ebenfalls in Trägerschaft von Stadt- und Kreiskirchen mit ihrem jeweiligen Gemeindeverband – wurden an Ortscaritasverbände abgegeben. Wegen reduzierter Kirchensteuerzuweisungen mussten sie ihre Angebote und Leistungen sowie das Personal reduzieren.
Die katholischen Kindertageseinrichtungen der Pfarrgemeinden wurden bis Ende Juli 2008 in eine zentrale Trägerschaft überführt: den Zweckverband Kindertageseinrichtungen. Geplant war, etwa 100 Kindertagesstätten (d. h. ca. 300 Gruppen) zu schließen (Altena: minus 6 Gruppen, Lüdenscheid: −3, Bochum: −30, Bottrop: −20, Duisburg: −54, Essen: −39, Gelsenkirchen: −29, Gladbeck: −17, Hattingen/Schwelm: −3, Mülheim: −10, Oberhausen: −25, Wattenscheid: −4; dazu etwa 60 Hort- und altersgemischte Gruppen).
Bischof Franz-Josef Overbeck verlangte 2013 mit Blick auf den bundesweit stark beachteten „Protz-Bau“ des Limburger Bischofs Franz-Peter Tebartz-van Elst „größtmögliche Transparenz“ im Umgang mit kirchlichen Finanzen. Er teilte mit, dass er das Finanzdezernat des Bistums Essen angewiesen habe, künftig auch das Vermögen des Bischöflichen Stuhls durch eine Bilanzprüfungsgesellschaft prüfen zu lassen und den Bericht mit dem Geschäftsbericht des Bistums zu veröffentlichen. Der Haushalt des Ruhrbistums wies für 2012 einen Umfang von 264,6 Millionen Euro aus (Erträge von 260,4 Millionen Euro und Aufwendungen von 246,0 Millionen Euro). Der Bischöfliche Stuhl verfügt über Vermögenswerte von etwa 2,2 Millionen Euro.

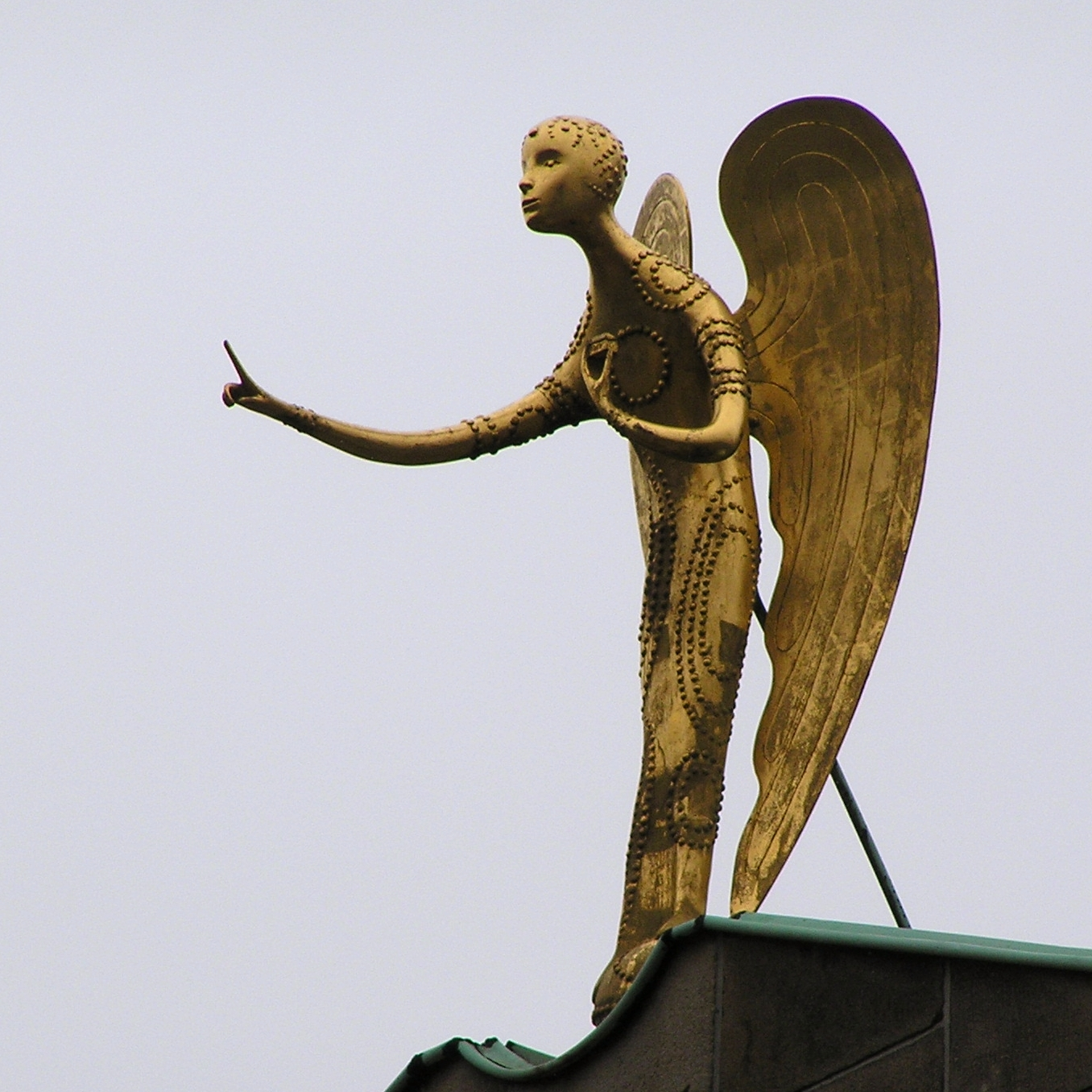
Segnender Engel von Ewald Mataré am Bischofswohnhaus

### Fälle des sexuellen Missbrauchs
Eine umfangreiche Studie über sexualisierte Gewalt und Machtmissbrauch im Bistum Essen wurde im Februar 2023 veröffentlicht.

## Bischöfe
Die Bischöfe nannten sich von Beginn an mit gewissem lokalem Stolz Ruhrbischof, wie auch die Menschen des Ruhrgebietes eher vom Ruhrbistum sprechen.

### Ortsbischöfe
1. Franz Hengsbach (1958–1991; ab 1988 Kardinal; † 1991)
2. Hubert Luthe (1992–2002; † 2014)
3. Felix Genn (2003–2009, dann Bischof von Münster)
4. Franz-Josef Overbeck (seit 2009)

### Weihbischöfe
1. Julius Angerhausen (1959–1986; † 1990)
2. Wolfgang Große (1968–1994; † 2001)
3. Franz Grave (1988–2008; † 2022)
4. Franz Vorrath (1996–2014; † 2022[13])
5. Ludger Schepers (seit 2008)
6. Wilhelm Zimmermann (2014–2024)
7. Andreas Geßmann (seit 2025)[14]

## Domkapitel
Das Domkapitel ist der Senat des Bischofs, der ihn bei der Leitung und Verwaltung des Bistums unterstützt. Vorsitzender des Domkapitels ist der Dompropst, der das Kapitel nach außen vertritt und die Kapitelssitzungen leitet. Die Zahl der Mitglieder eines Domkapitels ist stets ungerade und hängt von der Größe des Bistums ab. Das Essener Domkapitel zählt elf Mitglieder. Ihm gehören derzeit an:
Dompropst: Pfarrer Michael Dörnemann
Sechs Residierende Domkapitulare: Generalvikar Klaus Pfeffer, Weihbischof Ludger Schepers, Weihbischof Andreas Geßmann, Regens Kai Reinhold, Propst Thomas Zander, Pfarrer Christian Böckmann
Vier Nichtresidierende Domkapitulare: Propst Jürgen Schmidt (Essen-Werden), Professor Wilhelm Josef Tolksdorf (Paderborn), Spiritual Klaus Kleffner, Pfarrer Gereon Alter
bis zu sechs Domvikare: Pastor Günter Gödde, Cityseelsorger Pastor Bernd Wolharn, Sven Christer Scholven
Zu den Aufgaben der Domkapitulare gehören der feierliche Gottesdienst in der Domkirche sowie die Verwaltung des Dombesitzes. Das Domkapitel unterstützt den Bischof als eigenständige juristische Person in der Leitung des Bistums. In bestimmten Angelegenheiten hat es ein Zustimmungs- oder Beratungsrecht. Das Essener Domkapitel ist mit Schreiben des Papstes (Bulle) vom 25. Oktober 1959 zum 1. Januar 1960 errichtet worden. Eine seiner wichtigsten Aufgaben ist es, nach dem Amtsverzicht oder Tod eines Bischofs – also mit Eintritt der Sedisvakanz, der Leere des bischöflichen Stuhls (Kathedra) – den zwischenzeitlichen Diözesanadministrator zu wählen und dem Papst eine Liste von Kandidaten für das Bischofsamt zu unterbreiten. Im Bistum Essen, für welches das Preußenkonkordat von 1929 gilt, haben die Domkapitulare außerdem das Recht, den Bischof zu wählen.

## Bistumswappen

Bistumswappen

Das Wappen des Bistums Essen zeigt auf rotem Grund zwei gekreuzte, mit goldenen Griffen versehene silberne Schwerter, darüber schwebend einen sechsstrahligen goldenen Stern. Die beiden Schwerter beziehen sich auf die Hinrichtung der Märtyrer Cosmas und Damian, die Patrone des Stifts und der Stadt Essen. Der Stern symbolisiert als Meeresstern die Gottesmutter Maria, die ebenfalls Patronin des Stifts Essen war und 1959 zur Patronin des Bistums Essen erhoben wurde.
Das Essener Bistumswappen findet sich auch im Wappen des aktuellen Bischofs von Essen, Franz-Josef Overbeck, in zwei Gevierten wieder (nämlich im – heraldisch – rechten Ober- und linken Untergeviert).

## Bistumspatrone

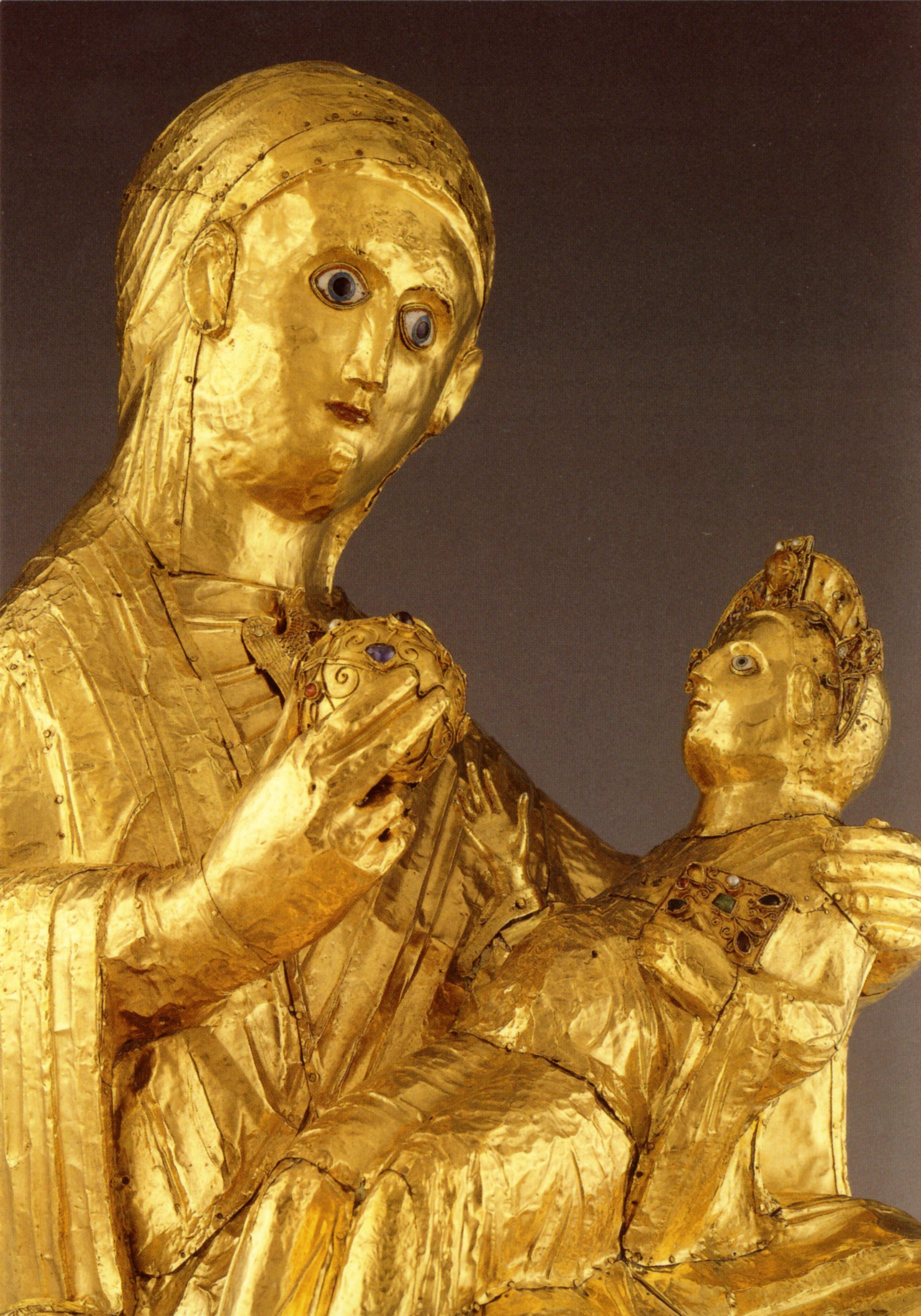
Der bedeutendste Kunstschatz der Kirche, die Goldene Madonna

- Seit 1959 ist Maria, verehrt im Bild der Goldenen Madonna, als „Mutter vom Guten Rat“ Patronin des Bistums Essen.

Weitere Patrone sind:
- Heiliger Liudger, Gründer von Stift und ehemaliger selbständiger Stadt Werden an der Ruhr sowie Gründer und erster Bischof des Bistums Münster
- Heiliger Altfrid, Gründer von Stift und Stadt Essen

## Heilige
- Eigenfeiern im Bistum Essen: siehe unten
- Als erster Seliger seit Bistumsgründung wird der 2001 seliggesprochene Nikolaus Groß verehrt.

## Kirchen
- → Liste von Pfarreien und Sakralbauten im Bistum Essen
- → Kirchengebäude im Bistum Essen
- → Liste profanierter Kirchen im Bistum Essen

## Schulen
- Abtei-Gymnasium, Duisburg (Ordensschule der Praemonstratenser / keine Bistumsdchule)
- Adolph-Kolping-Berufskolleg/Berufsschule, Essen
- B.M.V.-Schule, Essen-Holsterhausen (Ordensschule der Augustiner Chorfrauen / keine Bistumsschule)
- Don-Bosco-Gymnasium, Essen-Borbeck (Ordensschule der Salesianer / keine Bistumsschule)
- Franz Sales Berufskolleg, Essen
- Franz von Sales Sonderschule, Essen
- Gymnasium Am Stoppenberg, Essen
- Sekundarschule Am Stoppenberg, Essen
- Jordan-Mai-Schule, Gladbeck
- Katholisches Berufskolleg, Johannes-Kessels-Akademie e. V., Essen
- Katholisches Berufskolleg, Johannes-Kessels-Akademie e. V., Gladbeck
- Mariengymnasium, Essen-Werden
- Nikolaus-Groß-Abendgymnasium, Essen
- Realschule Am Stoppenberg, Essen
- St. Hildegardis-Gymnasium (ehemaliges Mädchengymnasium), Duisburg

## Wallfahrtsstätten
- Bochum-Stiepel: Marienheiligtum Stiepel und Kloster
- Duisburg-Hamborn: Anna-selbdritt-Gnadenbild in der Abteikirche St. Johann
- Essen: Goldene Madonna im Essener Münster, „Mutter vom Guten Rat“
- Essen-Werden: Gebeine des heiligen Liudger (Schrein) in der Abteikirche St. Ludgerus
- Oberhausen-Sterkrade: Passauer Cranach-Madonna (Kopie) in der Propsteikirche St. Clemens

## Bistumsgliederung
Das Bistum Essen, als Suffraganbistum des Erzbistums Köln, gliedert sich nach der Fusion der Stadtdekanate Bochum und Wattenscheid in acht Stadt- und zwei Kreisdekanate.
Bis zur Umstrukturierung in den Jahren 2006–2008 gab es in jedem Stadt-/Kreisdekanat mehrere Dekanate als losen Zusammenschluss von rechtlich selbstständigen Pfarrgemeinden, die für Haushalt, Immobilien und Personal selbst verantwortlich waren.
Die im Zuge der Neustrukturierung gebildeten Großpfarreien (offiziell „Kirchengemeinden“) – häufig in der Größe eines früheren Dekanates – sind dagegen eigene Rechtspersönlichkeiten, die jetzt für Haushalt, Immobilien und Personal zuständig sind. Sie bestehen meist aus mehreren Gemeinden, in denen sich das Gemeindeleben abspielt, die aber keine rechtliche Eigenständigkeit mehr besitzen. Mit über 40.000 Katholiken ist die Großpfarrei St. Urbanus in Gelsenkirchen-Buer die größte Kirchengemeinde in Deutschland.

### Stadtdekanate
| Bochum und Wattenscheid | St. Peter und Paul Mitte/Nord, Liebfrauen Ost, St. Franziskus Süd, ’B. M. V. Matris Dolorosae Stiepel, St. Gertrud Wattenscheid (seit 2008) |
| Bottrop                 | St. Cyriakus Mitte/West, St. Joseph Nord/Ost (seit 2007) |
| Duisburg                | Liebfrauen Mitte, St. Johann Hamborn, St. Michael Meiderich/Ruhrort, St. Judas Thaddäus Süd (seit 2006/2015) |
| Essen                   | St. Gertrud Mitte/Ost, St. Antonius West, St. Dionysius Borbeck, St. Josef Frintrop, St. Josef Ruhrhalbinsel, St. Lambertus Rellinghausen, St. Laurentius Steele/Kray, Hl. Cosmas und Damian Nord-Ost, St. Ludgerus Werden (seit 2008 bzw. 2021) |
| Gelsenkirchen           | St. Augustinus Altstadt, St. Urbanus Buer, St. Hippolytus Horst/E-Karnap (seit 2007 bzw. 2021) |
| Gladbeck                | St. Lamberti (seit 2007) |
| Mülheim an der Ruhr     | St. Barbara Dümpten, St. Mariä Himmelfahrt Saarn, St. Mariä Geburt Mitte (seit 2006) |
| Oberhausen              | St. Marien Oberhausen, Herz Jesu Oberhausen, St. Pankratius Osterfeld, St. Clemens Sterkrade (seit 2007) |

### Kreisdekanate
| Altena-Lüdenscheid | St. Matthäus Altena, St. Michael Werdohl, St. Laurentius Plettenberg, St. Medardus Lüdenscheid, Christus König Halver, St. Maria Immaculata Meinerzhagen (seit 2006) |
| Hattingen-Schwelm  | St. Peter und Paul Hattingen, St. Peter und Paul Herbede, St. Marien Schwelm (seit 2007)                                                                             |

## Klöster und Ordenshäuser
- Kommunität der Amigonianer, Gelsenkirchen
- Augustiner-Chorfrauen, Essen-Holsterhausen
- Karmel „Maria in Not“, Kapitelberg, Essen-Stoppenberg
- Oblatenkloster Mülheim-Saarn
- Prämonstratenserabtei Duisburg-Hamborn
- Servitenkloster St. Mariä Himmelfahrt, Gelsenkirchen-Buer
- Zisterzienserkloster Bochum-Stiepel
- Schwestern von der Göttlichen Vorsehung (Marienhaus), Oberhausen-Sterkrade
- Barmherzige Schwestern von der Hl. Elisabeth zu Essen-Bredeney (Mutterhaus Essen-Schönebeck)
- Don-Bosco-Schwestern, (Essen-Borbeck, Essen-Kettwig)
- Salesianer Don Boscos, (Essen-Borbeck)
- Franziskaner-Minoriten, Konvente in Duisburg, Gelsenkirchen und Werdohl
- Schwestern vom Zeugnis der Liebe Christi, Hattingen
- Franziskusschwestern der Familienpflege, Essen-Bedingrade
- Priesterbruderschaft St. Petrus (FSSP) in Oberhausen Styrum

## Vermögen
Neben dem regulären Etat, über welchen Rechenschaft abgelegt werden muss, hat das Bistum Essen über den „Bischöflichen Stuhl“ keine Rechenschaft abzulegen. Anders nur, sofern öffentliche Gelder verwendet werden. Die Höhe des Vermögens des Bischöflichen Stuhls betrug im Bistum Essen im Oktober 2013 rund 2 Millionen Euro. Erstmals veröffentlichte das Bistum Essen seit seinem Bestehen seine Vermögensverhältnisse.

## Sehenswürdigkeiten

### Essen
- Mittelpunkt der Diözese ist der Essener Dom als Kathedralkirche des Bischofs von Essen und damit Mutterkirche aller Kirchen im Ruhrbistum. Sie birgt das Bild der „Goldenen Madonna“. Daneben ist der Essener Domschatz zu sehen, der zahlreiche Kunstwerke von Weltrang, vornehmlich aus der Zeit von 980 bis 1060, beherbergt.
- Basilika St. Ludgerus in Essen-Werden: Auf den Grundmauern der im Jahre 799 von Friesen-Missionar Liudger gegründeten Klosterkirche entstand 1256 als letzter Monumentalbau der staufischen Romanik im Rheinland die Abteikirche der fürstlichen Reichsabtei Werden. Begräbnisstätte des heiligen Liudger, Schatzkammer von großer kirchengeschichtlicher Bedeutung.
- Ebenfalls in Essen-Werden steht die St.-Lucius-Kirche, die erste klosterunabhängige Kirche Deutschlands und somit älteste Pfarrkirche nördlich der Alpen.
- Die Stiftskirche in Essen-Stoppenberg ist eine dreischiffige romanische Pfeilerbasilika aus dem Jahre 1073, die ursprünglich zu einem Prämonstratenserinnen-Kloster und jetzt zu einem 1961 bis 1964 erbauten Kloster der unbeschuhten Karmelitinnen gehört. Sehenswert ist das in der Kirche befindliche romanische Taufbecken.

### Weitere Sehenswürdigkeiten
- Die seit 2008 profanierte Heilig-Kreuz-Kirche (jetzt Kulturkirche) in Bottrop (Scharnhölzstraße) ist eine gelungene architektonische Umsetzung theologisch-liturgischer Ideen im Altarraum, Grundriss und bei der Gestaltung der Fenster (Georg Meistermann, Sonnenspirale).
- Die Propsteikirche St. Cyriakus in Bottrop bestand in ihren Anfängen aus einem vollkommen aus Bruchsteinen gemauerten Rundbau mit einem Durchmesser von rund zehn Metern. Sie war das erste steinerne Haus der damaligen Streusiedlung (um 1000 n. Chr.). Zwischen 1419 und 1425 entstand dann ein Gebäude mit einem ungefähr 30 Meter langen, rechteckigen Kirchenschiff, Chor und Turm. Der Architekt Emil von Manger aus Oelde schuf 1861/62 eine 43 Meter lange und 22 Meter breite Hallenkirche im neugotischen Stil. Ihr jetziges Erscheinungsbild erhielt die Kirche 1966 nach einer umfassenden Restaurierung.
- Im Zuge der fortschreitenden Industrialisierung und Bevölkerungsentwicklung des nördlichen Ruhrgebiets entstand in dem Gladbecker Stadtteil Butendorf in den Jahren 1912 bis 1914 als ein beeindruckendes Bauwerk der späten Neoromanik die Heilig-Kreuz-Kirche.
- Die 1136 gegründete Prämonstratenser-Abtei Hamborn wurde 1959 wieder belebt.
- Die Magdalenenkapelle Grotewiese liegt inmitten von Wiesen und Wäldern in einem Tal der Nähe von Meinerzhagen.
- Lehrlinge des Bergwerkes Prosper-Haniel in Bottrop schufen anlässlich des Besuches von Papst Johannes Paul II. 1987 ein Kreuz aus Spurlatten, welches 1992 auf der Halde Haniel als Gipfelkreuz aufgestellt wurde. Zu diesem Kreuz führt seit 1995 ein Kreuzweg, der von Tisa von der Schulenburg entworfen wurde. Jährlich an Karfreitag beten über 10.000 Gläubige mit dem Bischof von Essen hier den Kreuzweg.
- Die Heilig-Geist-Kirche in Essen-Katernberg (Architekt: Gottfried Böhm), wurde nach ihrer Profanierung umgestaltet und fungiert seit 2025 als Kunsthalle "Kunstraum Heilig Geist".[18]

## Bistum Essen als Teil der Kulturhauptstadt 2010
Das Bistum Essen beteiligte sich mit folgenden Projekten am Programm der Europäischen Kulturhauptstadt RUHR.2010:
- Ökumenischer Gottesdienst als kirchliche Auftaktveranstaltung am 8. Januar 2010 in der Hohen Domkirche Essen
- Spirituelle Kulturtankstellen: 52 Kirchen oder soziale Einrichtungen, die ganzjährig und vor allem während der jeweiligen „Local-Hero-Woche“ Angebote zum geistlichen Auftanken bereithalten.
- „Musica enchiriadis – die Entdeckung der Mehrstimmigkeit“. Die um 900 in der Benediktinerabtei Werden entstandene Handschrift befindet sich in der Essener Domschatzkammer und ist das älteste Zeugnis mehrstimmiger Musik im Abendland.
- Ausbildung von 70 Führern für Kirchen im Ruhrgebiet
- Ars liturgica
- Orgellandschaft Ruhr (ökumenisches Projekt) und Chorbeiträge „Europäische Musik im Austausch“
- Geschichte konfessioneller Krankenhäuser im Ruhrgebiet. Kristallisationspunkte für Migration und Integration
- Frauen bauen Europa. Internationale Tagung „Forschungsgespräche zum Frauenstift Essen“
- „Local Heroes“: ökumenisches Projekt in Zusammenarbeit mit der Evangelischen Kirche im Rheinland, der Evangelischen Kirche Westfalen, dem Bistum Münster und dem Erzbistum Paderborn. In der jeweiligen Stadt, die für eine Woche local hero ist, werden zahlreiche Aktivitäten vorbereitet. Dazu gehören jeweils ein ökumenischer Eröffnungsgottesdienst und eine Nacht der spirituellen Orte, aber auch Führungen, Konzerte usw.
- Internationales Symposium zur Umnutzung von Kirchen
- Beteiligung an anderen (nicht kirchlichen) Projekten

## Besonderheiten
Ein Schwerpunkt der Seelsorge war bis in die 1990er Jahre die Betriebsseelsorge. Der Betriebsseelsorger Paul Fey baute sogenannte „Betriebskerne“ auf: Gruppen katholischer Arbeiter für das Apostolat von Arbeitern für Arbeiter am Arbeitsplatz. Anfang der 1980er Jahre bestanden im Bistum Essen 33 solcher Betriebskerne.
Das Bistum Essen weihte im Jahr 1964 das Kirchenboot St. Nikolaus, welches im Duisburger Hafen als eines von deutschlandweit sechs Kirchenschiffen für die Binnenschifferseelsorge eingesetzt wird.

## Diözesankalender
Im Bistum Essen wird der Regionalkalender für das deutsche Sprachgebiet um die folgenden Eigenfeiern ergänzt (dahinter jeweils der Rang und die liturgische Farbe).
Abkürzungen:
H = Hochfest, F = Fest, G = gebotener Gedenktag, g = nicht gebotener Gedenktag

GK = Generalkalender, RK = Regionalkalender
- 23. Januar: Sel. Nikolaus Groß – g – rot (1898–1945), Familienvater und Märtyrer, 2002 neu in den Diözesankalender aufgenommen.
- 22. März: Sel. Clemens August Kardinal Graf von Galen – g – weiß (1878–1946), Bischof von Münster, Kardinal, 2006 neu in den Diözesankalender aufgenommen.
- 26. März: Hl. Liudger – F (RK: g) – weiß (Ludgerus, +809), erster Bischof von Münster, Glaubensbote in Friesland und Westfalen, zweiter Patron des Bistums Essen.
- 08. Juli: Jahrestag der Weihe der Kathedralkirche – F (im Dom: H) – weiß. Anmerkung: Hl. Kilian (RK: g) entfällt im Bistum Essen.
- 23. Juli: Hl. Liborius – G – weiß, Patron des Erzbistums Paderborn. Anmerkung: Hl. Birgitta von Schweden (GK: F) wird im Bistum Essen auf den 24. Juli verlegt, hl. Christophorus (RK: 24. Juli, g) und hl. Scharbel Mahluf (GK: 24. Juli, g) entfallen dafür.
- 16. August: Hl. Altfrid – G (im Dom: F) – weiß († 874), Gründer des Stiftes Essen. Anmerkung: Hl. Stephan von Ungarn (GK: g) entfällt im Bistum Essen.
- 04. September: Hl. Swidbert – g – weiß († 713) Bischof, Glaubensbote.
- 11. September: Hl. Maternus – g – weiß (4. Jahrhundert) Erster bekannter Bischof von Köln.
- 26. September: Hll. Kosmas und Damian – in der Stadt Essen: H (GK: g) – rot. Ärzte, Märtyrer in Kleinasien. Stadtpatrone von Essen, wohin Bischof Altfrid Reliquien der Heiligen gebracht hat.
- 03. Oktober: Die beiden hl. Ewalde (Schwarzer Ewald, Weißer Ewald) – g – rot. Glaubensboten am Niederrhein und in Westfalen, Märtyrer.
- 10. Oktober: Hl. Viktor und Gefährten – g – rot. Märtyrer in Xanten.
- 11. Oktober: Maria, Mutter vom guten Rat – H weiß, Patronin der Diözese Essen.
- 07. November: Hl. Engelbert – g – rot († 1225), Bischof von Köln, Märtyrer.
- 13. November: Jahrestag der Weihe der Kirchen, die ihren Weihetag nicht feiern – in den betreffenden Kirchen: H – weiß
 Heute wird das Gedächtnis der Kirchweihe in den Kirchen gefeiert, deren Weihetag unbekannt ist oder in denen der eigentliche Weihetag (z. B. wegen der Fastenzeit) nicht begangen werden kann.
- 04. Dezember: Sel. Adolph Kolping – g – weiß (1813–1865), Priester, „Gesellenvater“.
- 14. Dezember Sel. Maria Franziska Schervier – g – weiß (1819–1876). Jungfrau, Ordensgründerin. Anmerkung: Hl. Johannes vom Kreuz (GK: G) wird im Bistum Essen auf den 15. Dezember verlegt.